# Kjóko Janoová
Kjóko Janoová (japonsky 矢野 喬子, * 3. června 1984 Jokohama) je bývalá japonská fotbalistka.

## Reprezentační kariéra
Za japonskou reprezentaci v letech 2003 až 2012 odehrála 74 reprezentačních utkání. Byla členkou japonské reprezentace i na Mistrovství světa ve fotbale žen 2003, 2007, 2011, Letních olympijských hrách 2004, 2008 a 2012.

## Statistiky
| Japonsko | Japonsko | Japonsko |
| Roky     | Záp.     | Góly     |
| -------- | -------- | -------- |
| 2003     | 9        | 1        |
| 2004     | 5        | 0        |
| 2005     | 5        | 0        |
| 2006     | 16       | 0        |
| 2007     | 6        | 0        |
| 2008     | 10       | 0        |
| 2009     | 1        | 0        |
| 2010     | 13       | 0        |
| 2011     | 4        | 0        |
| 2012     | 5        | 0        |
| Celkem   | 74       | 1        |

## Úspěchy

### Reprezentační
- Letní olympijské hry:  2012
- Mistrovství světa:  2011
- Mistrovství Asie:  2010